# Operation Bernhard

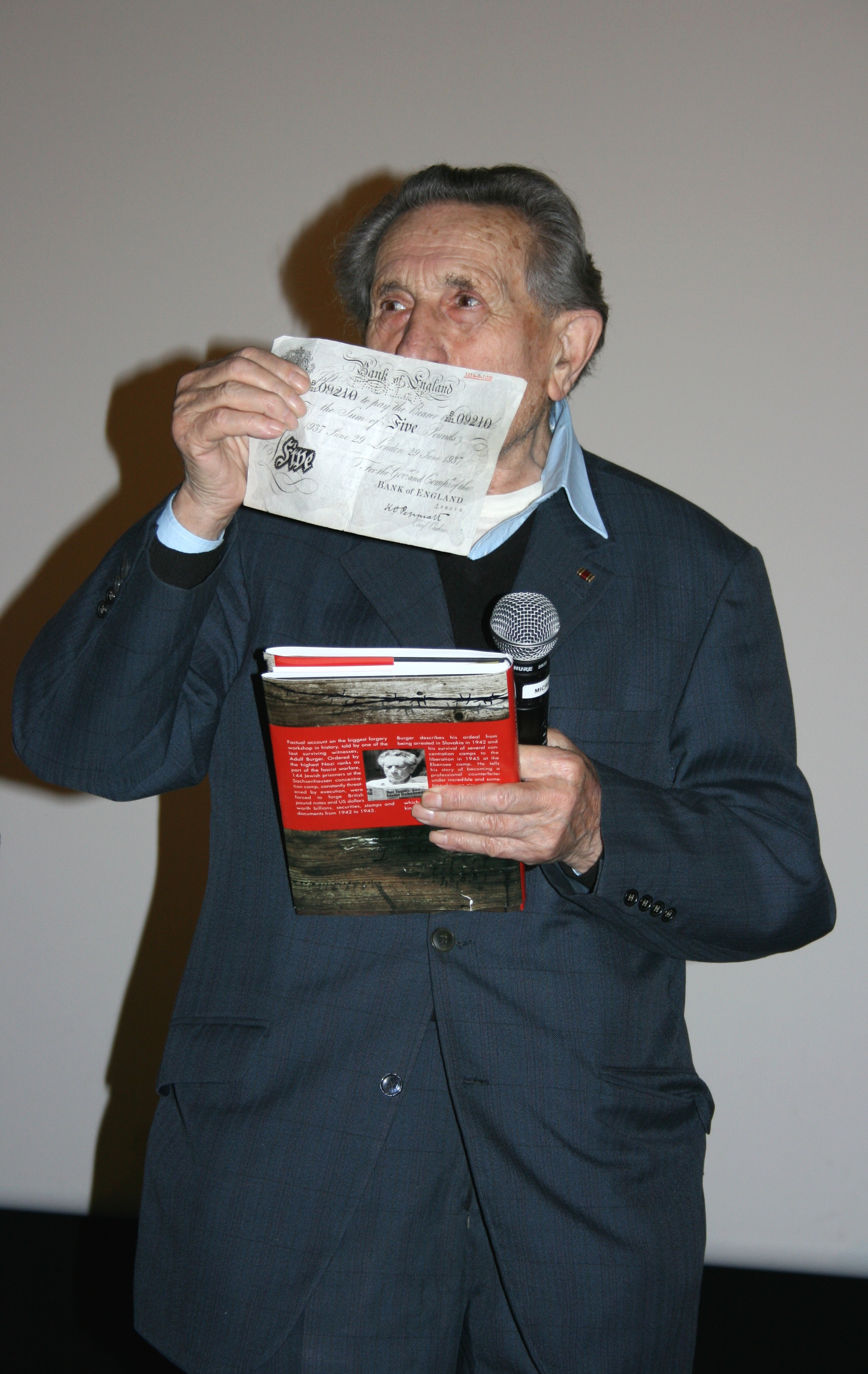
Adolf Burger, som var en av arbetarna, visar en förfalskad £5-sedel vid premiären av filmen Falskmyntarna (2007) i Paris, januari 2008.

Operation Bernhard var kodnamnet för en hemlig tysk plan under andra världskriget för att destabilisera den brittiska ekonomin genom att översvämma landet med falska pundsedlar.
Sturmbannführer Bernhard Krüger satte ihop en arbetsgrupp av 142 intagna på Sachsenhausen, men även intagna från andra koncentrationsläger såsom Auschwitz, till förfalskningsarbetet. År 1942 började det hårda arbetet med att gravera tryckplåtar, ta fram lämpligt papper med rätt vattenstämplar och att bryta koden för att generera giltiga serienummer. När Sachsenhausen evakuerades i april 1945 hade man producerat 10 miljoner sedlar med ett sammanlagt värde av 134,6 miljoner pund.
Sedlarna anses vara bland de mest perfekta förfalskningar som någonsin tillverkats och är nästan omöjliga att skilja från den verkliga valutan. De var så välgjorda att tyskarna betalade agenter utanför Tyskland med hjälp av dem. Operationen är den största förfalskningsoperationen i historien och har skildrats i böcker, serier och i filmen Falskmyntarna (Die Fälscher) som vann en Oscar för bästa utländska film 2008.